# Christmas in the Sand (bài hát)
"Christmas in the Sand" là bài hát mang chủ đề Giáng sinh được thu âm bởi nữ ca sĩ kiêm sáng tác người Mỹ Colbie Caillat. Nó được chính Caillat, Jason Reeves và Kara DioGuardi sáng tác và được sản xuất bởi chính cha ruột của Colbie, Ken Caillat. Bài hát này được phát hành dưới dạng đĩa đơn duy nhất trích từ album Giáng sinh của cô mang tên Christmas in the Sand vào ngày 15 tháng 10 năm 2012 thông qua hệ thống SoundCloud bởi hãng đĩa Universal Republic.

## Bối cảnh phát hành
Colbie chia sẻ với Billboard rằng cô sáng tác bài hát này trong lúc "đang tự hỏi mọi người tại đây [ Hawaii ] sẽ nghe gì khi đến dịp Giáng sinh? Tôi cá là họ không phải lúc nào cũng muốn nghe những bài hát về Giáng sinh có tuyết trắng và phải ở trong nhà vì bên ngoài lạnh giá đâu. Họ muốn nghe những bài hát Giáng sinh mà họ có thể cảm thấy thân thuộc với chúng." Caillat hợp tác cùng các cộng sự khác như Kara DioGuardi và Jason Reeves để sáng tác nên bài hát này. Bản nháp của ca khúc được cô miêu tả là "một mớ hỗn độn và ngớ ngẩn" khi nói rằng "Kara bắt đầu viết những ca từ rất vui nhộn về ông già Noel lúc rơi khỏi tấm lướt ván và đàn tuần lộc đang chơi trò chơi cùng ông. Đây thật là một bài hát vui nhộn và đã thật sự cho thấy một khía cạnh ngớ ngẩn trong tính cách của tôi mà hầu như không ai nhận ra, ngoại trừ bạn bè và gia đình của tôi."
Bài hát này sau đó được đăng tải lên trang SoundCloud của hãng Universal Republic vào ngày 3 tháng 10 năm 2012 nhưng đến ngày 15 tháng 10 năm 2012 nó mới được chính thức phát hành. Colbie cũng đăng tải đoạn dẫn bài hát này lên trang Facebook và Twitter của cô.

## Đánh giá chuyên môn
Linny's Vault mô tả giọng hát của Colbie 'mạnh mẽ, mà cũng rất ngọt ngào', đồng thời mô tả bài hát này 'không giống với bất kì thứ gì mà tôi đã từng nghe trước đây và đây chắc chắn sẽ phù hợp với mùa Giáng sinh ấm áp của tôi. (...) Tiết tấu sôi động của bài hát khiến bạn đung đưa không dứt (tôi cũng vừa làm như thế).'

## Video âm nhạc
Ngày 19 tháng 10 năm 2012, Colbie đăng tải 1 video lời nhạc cho bài hát này trên trang YouTube của cô.
Một video chính thức cũng được cô phát hành trên hệ thống VEVO vào ngày 21 tháng 11.

## Xếp hạng
| Bảng xếp hạng (2012)              | Thứ hạng cao nhất |
| --------------------------------- | ----------------- |
| US Adult Contemporary (Billboard) | 16                |